# Comté de Pecos
Le comté de Pecos, en anglais : Pecos County, est un comté situé à l'ouest de l'État du Texas aux États-Unis. Fondé le 8 mai 1871, son siège de comté est la ville de Fort Stockton. Selon le recensement de 2020, sa population est de 15 193 habitants. Le comté a une superficie de 12 340,8 km2, dont 12 338,3 km2 en surfaces terrestres. Il est nommé d'après la rivière Pecos.

## Organisation du comté
Le comté de Pecos est créé le 8 mai 1871, à partir de terres du comté de Presidio. Le 9 mars 1875, il est définitivement organisé et autonome. 
Le comté est nommé en référence à la rivière Pecos qui s'écoule au nord de la frontière du comté. Le nom désigne les Pecos, en français : bergers, les Amérindiens  du Nouveau-Mexique qui ont été formés à l'élevage par les Espagnols.

## Géographie

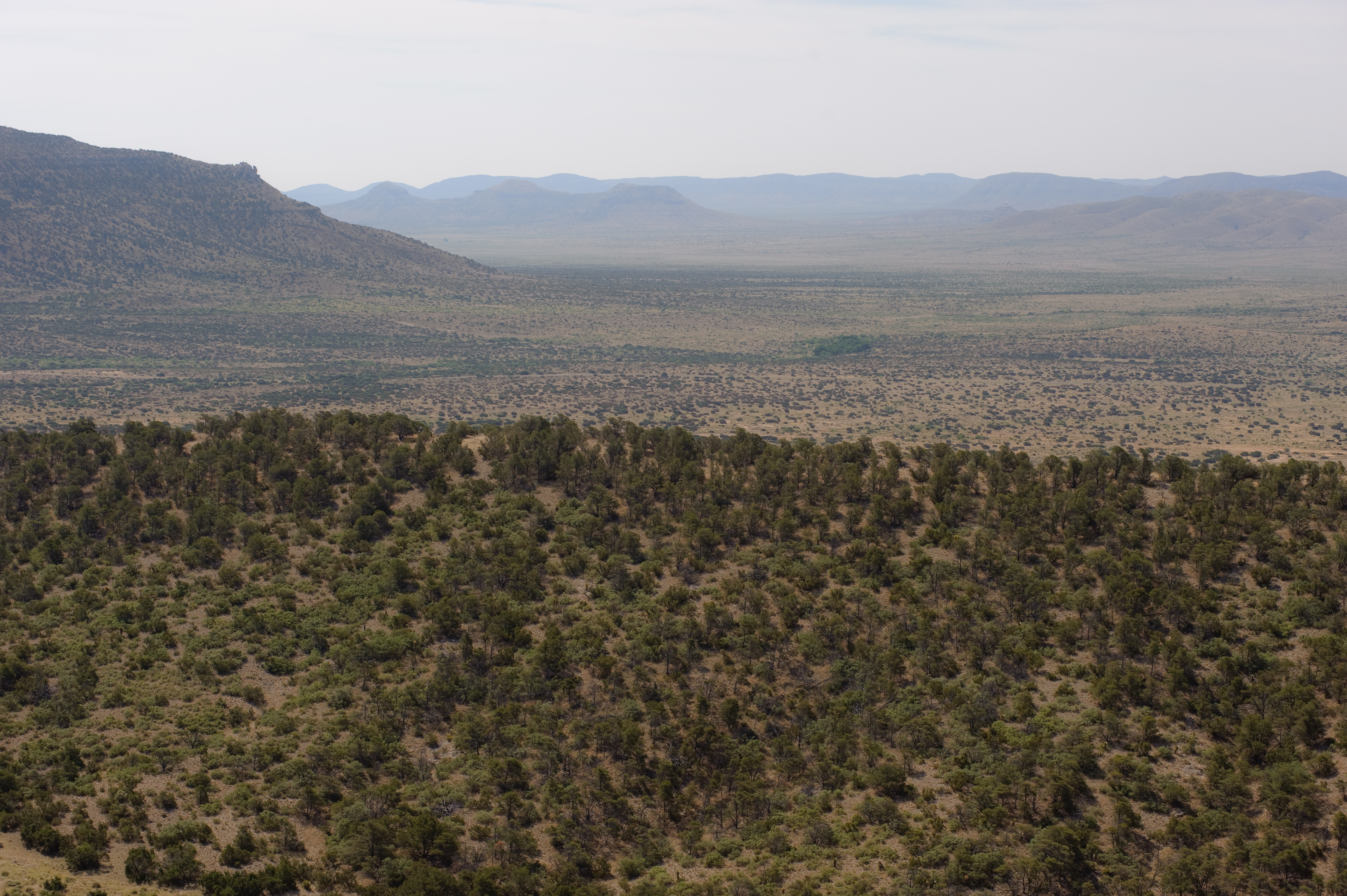
Pitchfork Ranch à proximité de Fort Stockton.

Le comté de Pecos est situé à l'ouest du Texas, aux États-Unis,. Son altitude est comprise entre 762 m et 1 219 m. L'Est et le Centre du comté sont situés sur le plateau d'Edwards.
Il a une superficie totale de 12 340,8 km2, composée de 12 338,3 km2 de terres et de 2,53 km2 de zones aquatiques, ce qui en fait le deuxième plus vaste comté du Texas.
La rivière Pecos est la seule grande source d'eau de surface du comté. Elle coule en continu, tandis que les autres cours d'eau du comté ne coulent qu'après des pluies torrentielles, peu fréquentes.

## Comtés adjacents
| Comté de Reeves     | Comté de Ward, Comté de Crane |                   |
| Comté de Jeff Davis | comté de Pecos                | Comté de Crockett |
| Comté de Brewster   |                               | Comté de Terrell  |

## Démographie

Pyramide des âges du comté de Pecos (2000).

Lors du recensement de 2010, le comté comptait une population de 15 507 habitants. En 2017, la population est estimée à 15 634 habitants,.
Selon l'American Community Survey, en 2010, 53,98 % de la population âgée de plus de 5 ans déclare parler l'espagnol à la maison, 45,14 % déclare parler l'anglais, 0,51 % l'hindi et 0,37 % une autre langue.